# Every little thing every precious thing
every little thing every precious thing은 1996년 7월 1일 발표된 LINDBERG의 25번째 싱글이다.

## 해설
1991년 세계육상선수권에서 일본인 사상 처음으로 남자 400m달리기 결승올라 7위에 입상한 다카노 스스무의 부인이 인터뷰에서“내가 그에게 금메달을 대신 주고 싶다”란 말을 했고, TV시청을 하고 있던 LINDBERG의 보컬 와타세 마키가 이에 감동받아 작사했다. 곡은 동멤버에서 베이스를 맡은 가와조에 도모히사가 하였다.
한신 타이거즈의 마무리 투수 후지카와 규지의 등장 테마 송으로 사용되어 인기를 얻었다. 2007년 8월 1일 후지카와 사진을 자켓과〈규지의 노래〉란 타이틀로 재발매되었다. 첫주 3,629장을 팔아 오리콘 차트 38위에 올랐다.
노래를 부른 와타세 마키는 2007년 3월 14일 TV프로에서 직접 후지카와 규지를 고시엔 구장에서 만나 곡에 대한 감상을 들었다. 또, 같은 해 8월 28일 고시엔 구장에서 열린 시합을 보고, 자신의 노래가 수백만 관객들에게 애창되는 것 보고 전률을 느끼며 울었다.

## 수록곡
1. every little thing every precious thing
작사：와타세 마키　작곡：가와조에 도모히사　편곡：LINDBERG, 神長弘一, 井上龍仁, 사토 준(스트리밍 어레인지)
니혼테레비계《제16회 전국고등학교 퀴즈선수권》엔딩테마곡.
파나소닉〈하이비전 요코즈나〉CF곡.
한신 타이거즈 후지카와 규지의 등장 테마곡.
후쿠오카 소프트뱅크 호크스 스기우치 도시야의 옛 등장 테마곡.
2. 아지사이
작사：와타세 마키　작곡：가와조에 도모히사　편곡：LINDBERG・須貝幸生・井上龍仁
앨범“LINDBERG IX”에 리믹스판으로 수록.
3. every little thing every precious thing (연주곡)